# Chiesa della Natività della Beata Vergine Maria (Stra)
La Chiesa della Natività della Beata Vergine Maria è la chiesa parrocchiale di Stra, situata nella città metropolitana di Venezia e nella diocesi di Padova.

## Storia
L'attuale chiesa parrocchiale fu costruita nel 1969, sostituendo un edificio precedente. La chiesa originaria, consacrata il 18 agosto 1748, fu abbattuta a causa di infiltrazioni d'acqua.

## Descrizione

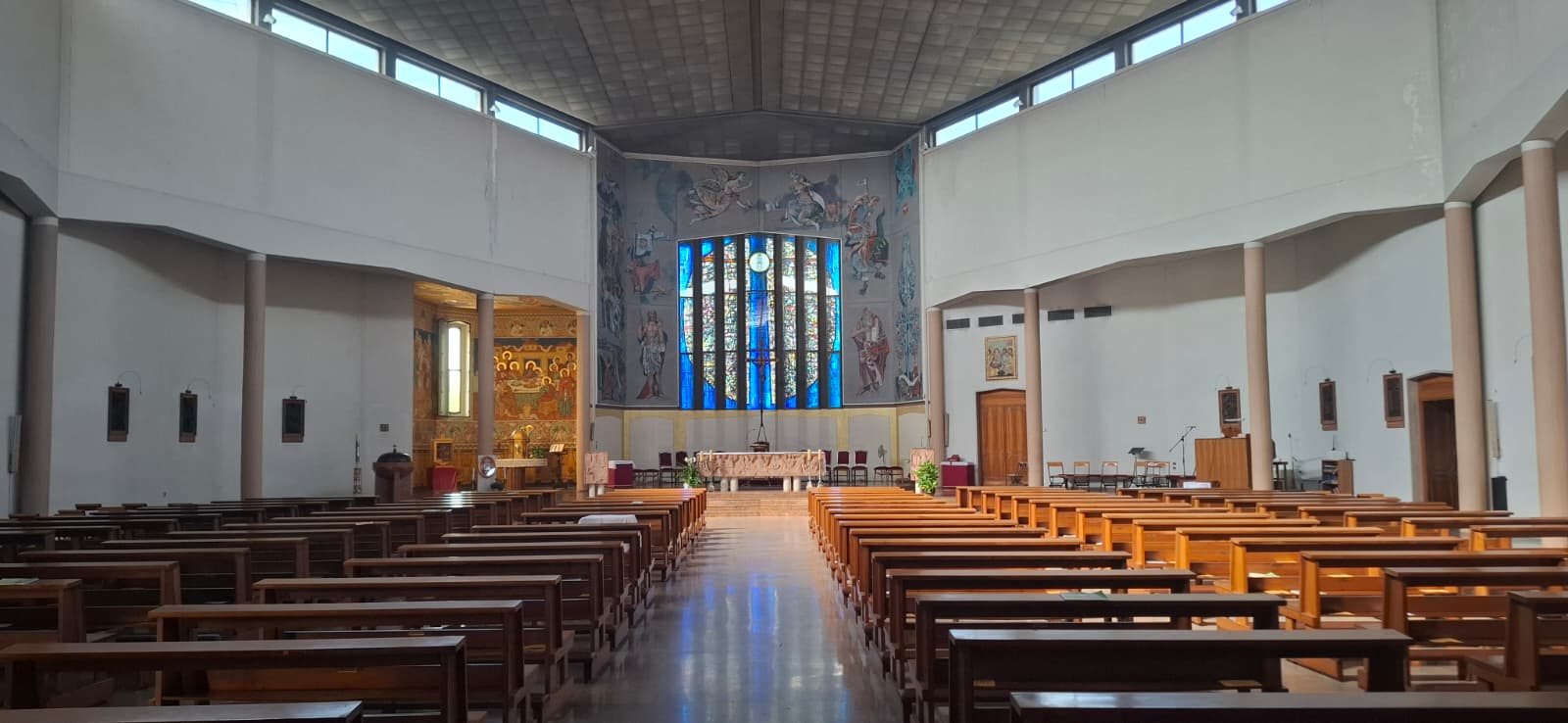
Interno della chiesa

All'interno dell'edificio si trova un dipinto raffigurante la Natività di Maria, un'opera di scuola veneta del tardo seicento. Gli affreschi che decorano la chiesa sono stati realizzati negli anni ottanta del novecento dall'artista ferrarese Lino Dinetto.

## Incarichi attuali
- Gazzillo don Mario: parroco
- Gasparini don Emanuele: collaboratore pastorale